# Hylaeus niveofasciatus
Hylaeus niveofasciatus is een vliesvleugelig insect uit de familie Colletidae. De wetenschappelijke naam van de soort is voor het eerst geldig gepubliceerd in 1872 door Dours.